# Hansenochrus selva
Espèce
Hansenochrus selva est une espèce de schizomides de la famille des Hubbardiidae.

## Distribution
Cette espèce est endémique du Costa Rica. Elle se rencontre dans la station biologique La Selva.

## Description
Le mâle holotype mesure 3,55 mm et la femelle paratype 3,90 mm.

## Étymologie
Son nom d'espèce lui a été donné en référence au lieu de sa découverte, la station biologique La Selva.

## Publication originale
- Armas, 2009 : Dos nuevas especies de Hansenochrus y Rowlandius (Schizomida: Hubbardiidae) de Costa Rica. Boletin de la Sociedad Entomológica Aragonesa, vol. 45, p. 253-257 (texte original).